# Johann Van Zyl
Johann Van Zyl (Ciutat del Cap, 2 de febrer de 1991) és un ciclista Sud-africà professional des del 2013 i actualment a l'equip Dimension Data.

## Palmarès
- 2008
  -  Campió de Sud-àfrica júnior en ruta
- 2009
  -  Campió de Sud-àfrica júnior en contrarellotge
- 2010
  -  Campió de Sud-àfrica sub-23 en ruta
- 2011
  -  Campió de Sud-àfrica sub-23 en ruta
  -  Campió de Sud-àfrica sub-23 en contrarellotge
- 2013
  - Vencedor d'una etapa al Tour de Ruanda
- 2015
  - Vencedor d'una etapa a la Volta a Àustria

### Resultats a la Volta a Espanya
- 2015. 126è de la classificació general.
- 2018. 122è de la classificació general

### Resultats al Giro d'Itàlia
- 2016. 79è de la classificació general
- 2017. 149è de la classificació general